# Милионерът
„Милионерът“ е български телевизионен театрален спектакъл (комедия) от 1988 година на режисьора Павел Павлов. Оператор е Аспарух Язаджиев. Създаден е по едноименната пиеса на Йордан Йовков.

## Актьорски състав
- Андрей Чапразов
- Мария Стефанова
- Адриана Петрова
- Константин Цанев
- Кирил Кавадарков
- Васил Димитров
- Любомир Желязков
- Домна Ганева
- Никола Стефанов
- Юрий Ангелов
- Мария Каварджикова
- Детелина Лазарова
- Надя Савова